# Giải bóng đá hạng tư quốc gia Cộng hòa Síp 2009–10
Giải bóng đá hạng tư quốc gia Cộng hòa Síp 2009–10 là mùa giải thứ 25 của giải bóng đá hạng tư Cộng hòa Síp. Enosis Neon Parekklisia giành danh hiệu đầu tiên.

## Thể thức thi đấu
Có 15 đội tham gia Giải bóng đá hạng tư quốc gia Cộng hòa Síp 2009–10. Tất cả các đội đều thi đấu 2 trận, một trân sân nhà và một trận sân khách. Đội nhiều điểm nhất sẽ lên ngôi vô địch. Ba đội đầu bảng được lên chơi tại Giải bóng đá hạng ba quốc gia Cộng hòa Síp 2010–11 và bốn đội cuối bảng xuống chơi ở các giải khu vực.

### Hệ thống điểm
Các đội bóng nhận 3 điểm cho một trận thắng, 1 điểm cho một trận hòa và 0 điểm cho một trận thua.

## Thay đổi so với mùa giải trước
Các đội thăng hạng Giải bóng đá hạng ba quốc gia Cộng hòa Síp 2009–10
- Achyronas Liopetriou
- ENAD Polis Chrysochous
- Iraklis Gerolakkou

Các đội xuống hạng từ Giải bóng đá hạng ba quốc gia Cộng hòa Síp 2008–09
- Anagennisi Trachoniou
- Orfeas Nicosia
- Olympos Xylofagou

Các đội thăng hạng từ các giải khu vực
- Ethnikos Latsion FC
- Karmiotissa Pano Polemidion
- Ormideia FC

Các đội xuống hạng các giải khu vực
- Sourouklis Troullon
- APEP Pelendriou
- Dafni Troulloi

Ghi chú:
- AEK Kythreas cũng tham gia Giải bóng đá hạng tư quốc gia Cộng hòa Síp 2009–10. Sự xuống hạng của AEK trong Giải bóng đá hạng tư quốc gia Cộng hòa Síp 2006–07 buộc đội bóng phải ngừng hoạt động. Đội bóng tiếp tục hoạt động từ mùa giải 2009–10. Theo một quy tắc cụ thể, các đội bóng tị nạn tiếp tục hoạt động có thể tham gia Giải bóng đá hạng tư quốc gia Cộng hòa Síp. Vì vậy, việc AEK' đăng kí tham gia giải hạng tư được chấp nhận.

## Sân vận động và địa điểm
| Câu lạc bộ                         | Địa điểm                           |
| ---------------------------------- | ---------------------------------- |
| AEK Kythreas                       | Kykkos Stadium                     |
| Anagennisi Germasogeias            | Germasogeia Municipal Stadium      |
| Anagennisi Trachoniou              | Trachoni Municipal Stadium         |
| ASPIS Pylas                        | Pyla Municipal Stadium             |
| Ethnikos Latsion FC                | Latsia Municipal Stadium           |
| Ellinismos Akakiou                 | Ellinismos Akakiou Stadium         |
| Enosis Neon Parekklisia            | Parekklisia Municipal Stadium      |
| Enosis Kokkinotrimithia            | Kokkinotrimithia Municipal Stadium |
| Karmiotissa Pano Polemidion        | Pano Polemidia Municipal Stadium   |
| Konstantios & Evripidis Trachoniou | Trachoni Municipal Stadium         |
| Nikos & Sokratis Erimis            | Erimi Municipal Stadium            |
| Olympos Xylofagou                  | Makario Stadium Xylofagou          |
| Orfeas Nicosia                     | Orfeas Stadium                     |
| P.O. Xylotymvou                    | Xylotympou Municipal Stadium       |
| Ormideia FC                        | Ormideia Municipal Stadium         |

## Bảng xếp hạng
| Vị thứ | Đội                                | St. | T. | H. | B. | BT. | BB. | HS. | Đ.  | Ghi chú                                                                | Thành tích đối đầu |
| ------ | ---------------------------------- | --- | -- | -- | -- | --- | --- | --- | --- | ---------------------------------------------------------------------- | ------------------ |
| 1      | Enosis Neon Parekklisia            | 28  | 22 | 2  | 4  | 73  | 27  | 46  | 68  | Vô địch-Thăng hạng Giải bóng đá hạng ba quốc gia Cộng hòa Síp 2010–11. |                    |
| 2      | Nikos & Sokratis Erimis            | 28  | 18 | 5  | 5  | 69  | 35  | 34  | 59  | Thăng hạng Giải bóng đá hạng ba quốc gia Cộng hòa Síp 2010–11.         |                    |
| 3      | Anagennisi Germasogeias            | 28  | 17 | 3  | 8  | 71  | 43  | 28  | 54  | Thăng hạng Giải bóng đá hạng ba quốc gia Cộng hòa Síp 2010–11.         |                    |
| 4      | Konstantios & Evripidis Trachoniou | 28  | 14 | 6  | 8  | 48  | 28  | 20  | 48  |                                                                        |                    |
| 5      | ASPIS Pylas                        | 28  | 13 | 5  | 10 | 52  | 43  | 9   | 44  |                                                                        |                    |
| 6      | Ormideia FC                        | 28  | 11 | 10 | 7  | 42  | 39  | 3   | 43  |                                                                        |                    |
| 7      | Anagennisi Trachoniou              | 28  | 11 | 6  | 11 | 42  | 40  | 2   | 39  | Anagennisi 8p Karmiotissa 5p Ethninos 3p                               |                    |
| 8      | Karmiotissa Pano Polemidion        | 28  | 11 | 6  | 11 | 46  | 53  | -7  | 39  | Anagennisi 8p Karmiotissa 5p Ethninos 3p                               |                    |
| 9      | Ethnikos Latsion FC                | 28  | 12 | 3  | 13 | 54  | 47  | 7   | 39  | Anagennisi 8p Karmiotissa 5p Ethninos 3p                               |                    |
| 10     | Enosis Kokkinotrimithia            | 28  | 11 | 5  | 12 | 29  | 39  | -10 | 38  |                                                                        |                    |
| 11     | P.O. Xylotymvou                    | 28  | 10 | 6  | 12 | 41  | 49  | -8  | 36  |                                                                        |                    |
| 12     | Orfeas Nicosia                     | 28  | 10 | 4  | 14 | 40  | 47  | -7  | 34  | Xuống hạng các giải khu vực.                                           |                    |
| 13     | Olympos Xylofagou                  | 28  | 5  | 5  | 18 | 28  | 59  | -31 | 20  | Xuống hạng các giải khu vực.                                           |                    |
| 14     | Ellinismos Akakiou                 | 28  | 5  | 3  | 20 | 29  | 66  | -37 | 151 | Xuống hạng các giải khu vực.                                           |                    |
| 15     | AEK Kythreas                       | 28  | 2  | 7  | 19 | 28  | 77  | -49 | 42  | Xuống hạng các giải khu vực.                                           |                    |

1Ellinismos Akakiou bị trừ 3 điểm.

2AEK Kythreas bị trừ 9 điểm.
Hệ thống điểm: Thắng=3 điểm, Hòa=1 điểm, Thua=0 điểm
Quy tắc xếp hạng: 1) Điểm; 2) Điểm thành tích đối đầu; 3) Hiệu số đối đầu; 4) Bàn thắng sân khách đối đầu; 5) Hiệu số; 6) Số bàn thắng

Nguồn: League standings at CFA

## Kết quả
| ↓Home / Away→       | AEK | ANG | ANT | ASP | ETN | ELN | ENK | ENP | KAR | KET | N&S | OLM | ORF | POX | ORM |
| ------------------- | --- | --- | --- | --- | --- | --- | --- | --- | --- | --- | --- | --- | --- | --- | --- |
| AEK Kythreas        |     | 1-7 | 2-1 | 1-4 | 4-4 | 1-2 | 3-3 | 0-2 | 1-6 | 1-1 | 2-7 | 0-1 | 0-0 | 1-2 | 0-0 |
| Anagennisi G.       | 2-0 |     | 4-3 | 2-1 | 2-0 | 4-0 | 3-1 | 0-2 | 3-1 | 1-0 | 1-2 | 1-3 | 1-2 | 3-2 | 4-2 |
| Anagennisi T.       | 1-0 | 2-1 |     | 2-1 | 3-1 | 1-2 | 2-1 | 2-1 | 0-0 | 0-1 | 2-3 | 6-0 | 1-1 | 0-0 | 1-1 |
| ASPIS               | 3-1 | 5-3 | 2-3 |     | 1-4 | 1-1 | 1-0 | 1-1 | 1-1 | 0-3 | 1-1 | 2-1 | 1-0 | 5-2 | 1-2 |
| Ethnikos Latsion FC | 2-2 | 2-3 | 0-2 | 0-1 |     | 3-1 | 4-2 | 2-1 | 5-2 | 0-1 | 3-2 | 5-1 | 3-2 | 4-5 | 0-0 |
| Ellinismos          | 0-1 | 0-6 | 2-1 | 1-2 | 0-2 |     | 1-2 | 0-1 | 4-5 | 1-4 | 1-2 | 2-2 | 0-1 | 0-1 | 3-2 |
| Enosis Kok.         | 2-1 | 1-2 | 1-0 | 2-0 | 2-1 | 1-4 |     | 0-4 | 2-1 | 2-0 | 1-0 | 2-0 | 1-0 | 1-3 | 1-2 |
| ENP                 | 4-1 | 5-3 | 3-0 | 2-4 | 2-1 | 5-1 | 3-0 |     | 5-1 | 3-1 | 2-1 | 3-0 | 6-2 | 2-0 | 3-2 |
| Karmiotissa         | 1-0 | 1-1 | 1-1 | 1-5 | 2-1 | 3-1 | 0-0 | 0-4 |     | 1-3 | 2-0 | 2-0 | 1-0 | 3-1 | 1-2 |
| K & E               | 5-0 | 1-1 | 3-1 | 1-1 | 1-0 | 2-2 | 1-0 | 0-1 | 0-2 |     | 1-1 | 4-0 | 4-0 | 1-2 | 3-1 |
| N & S               | 5-0 | 1-1 | 4-1 | 1-0 | 3-0 | 4-0 | 3-0 | 1-3 | 4-2 | 2-0 |     | 4-3 | 4-1 | 2-1 | 4-1 |
| Olympos             | 3-3 | 0-3 | 2-0 | 2-3 | 0-1 | 1-0 | 0-0 | 3-0 | 0-2 | 0-2 | 1-2 |     | 1-2 | 1-1 | 1-1 |
| Orfeas              | 2-0 | 1-6 | 0-2 | 1-4 | 1-0 | 4-0 | 0-1 | 1-2 | 5-1 | 1-1 | 2-3 | 4-1 |     | 0-0 | 3-1 |
| POX                 | 4-2 | 1-2 | 1-2 | 2-1 | 0-3 | 3-0 | 0-0 | 0-3 | 2-1 | 2-3 | 1-1 | 3-1 | 0-3 |     | 1-1 |
| Ormideia FC         | 3-0 | 3-1 | 2-2 | 2-0 | 1-3 | 1-0 | 0-0 | 0-0 | 2-2 | 2-1 | 2-2 | 1-0 | 2-1 | 3-1 |     |

- Trận đấu ASPIS-K&E Trahoniou ban đầu kết thúc với tỉ số 1-1. Sau đó phần thắng dành cho K&E Trahoniou với tỉ số 0-3.[2]

Nguồn: Results at CFA